# Red Bay
|  | Per a altres significats, vegeu «Red Bay (Alabama)». |

Red Bay és un poble de pescadors i antic emplaçament de diverses estacions baleneres basques a la costa sud de Labrador a la província de Terranova i Labrador, Canadà. Entre 1550 i principis del segle xvii, Red Bay era una important zona balenera basca. En aquest lloc, s'hi troben tres galions baleners bascos i quatre petites xalupes utilitzades en la caça de balenes. El descobriment d'aquests vaixells fa de Red Bay un dels més valuosos llocs arqueològics subaquàtics a les Amèriques. Des de juny de l'any 2013 ha estat declarat Patrimoni Mundial de la Humanitat de la UNESCO.